# KARAntin
Pour les articles homonymes, voir Quarantaine (homonymie).
Pour plus de détails, voir Fiche technique et Distribution.
KARAntin (russe : КАРАнтин), ou Quarantaine, est un film expérimental et dystopique russo-finlandais réalisé par Diana Ringo et sorti en 2021.
Le film est officiellement nommé aux Golden Globes 2022,.

## Synopsis
Dans un futur proche : Felix, n'a pas quitté sa maison depuis plus de 20 ans, car le monde entier a été mis en quarantaine. Après l'annonce de la quarantaine, une catastrophe mondiale s'est produite. Felix est l'un des rares à avoir réussi à se cacher sous terre dans une casemate et à survivre. Il est complètement seul, sans moyen de communication. Ses seuls compagnons sont les fantômes des personnes qu'il a connues autrefois. Felix est hanté par l'idée qu'il aurait pu éviter la catastrophe, puisqu'il avait la possibilité de dire la vérité au monde.
Felix se souvient de conversations avec Kirill, son ancien ami, qui disait que pour survivre à une crise, il fallait rester à l'écart et se taire. En revanche, l'amie de Felix était convaincue qu'il était possible de sauver le monde et que Felix devait révéler les informations secrètes qu'il détenait.

## Fiche technique
- Titre original : KARAntin[3] ou КАРАнтин[4]
- Réalisation : Diana Ringo
- Scénario : Diana Ringo
- Photographie : Dmitri Strichevski
- Montage : Diana Ringo
- Musique : Diana Ringo
- Production : Diana Ringo
- Sociétés de production : AElita
- Pays de production :  Russie -  Finlande
- Langue originale : russe
- Format : couleurs
- Genre : Film expérimental de science-fiction
- Durée : 74 minutes
- Dates de sortie : 
  - Russie : 14 septembre 2021 (Blagovechtchensk)[5],[6] ; 4 octobre 2021 (Moscou)

## Distribution
- Anatoli Bely : Felix
- Alexandre Obmanov : Kirill
- Diana Ringo : elle
- Alekseï Charanine : animateur radio (voix)

## Production
Le film est tourné en Russie, en Finlande et en Autriche. Il est réalisé sans l'aide de subventions cinématographiques de l'État. Le film est la première réalisation de la compositrice Diana Ringo, qui a également composé la bande originale du film. Elle a écrit le scénario pendant le confinement lié à la pandémie de Covid-19 à Vienne, en Autriche. L'artiste émérite de la Fédération de Russie Anatoli Bely interprète le rôle principal du protagoniste Félix dans le film.